# 岳阳教会学校
岳阳教会学校位于湖南省岳阳市南湖新区湖滨办事处黄沙湾社区，岳阳市委党校和岳阳特殊教育学校内。建筑物分布在黄沙湾山顶及山坡上，西临洞庭湖。
岳阳教会学校是岳阳近现代教育的开端和最早的高等学校，具有较高的科学、艺术和历史价值。

## 历史
由美国基督教复初会驻华差会创办。清光绪二十七年（1901年）4月，美国传教士海维礼（W.E.Hoy）和夫人海光中在岳阳开办英语实习班。1902年9月设立小学，名为“求新学堂”。1904年在城南黄沙湾购地建校开办中学。1907年迁入，因西临洞庭湖命名为“盘湖书院”。1910年校舍全部竣工，设大学部，更名为“湖滨书院”。1912年更名为“湖滨大学校”。1934年更名为“湖南私立湖滨高级农业职业学校”，俗称湖滨大学。抗日战争期间，学校外迁，1946年迁回。 1949年称“湖南私立湖滨中学”。1951年由湖南省农业厅接管，更名为“湖南省立湖滨农林技术学校”，迁往长沙。接管时全校有大寝室1栋、大教室1栋、理化馆1栋、大礼堂1栋、食堂1栋、电机房1栋、教职员住宅12栋、教堂1栋，共19栋西式建筑。
2002年5月，岳阳教会学校被定为湖南省重点文物保护单位。2013年3月成为第七批全国重点文物保护单位 。

## 建筑
现存建筑有十三栋，其中市委党校有外籍教师楼、校长楼、教师楼、学生宿舍楼和教堂（顶部已坍塌）共五栋、市特教学校有牧师楼和七栋别墅式员工住宅共八栋，主要分布在黄沙湾沿湖山顶及东西两侧山坡上。总建筑面积4250平方米。
建筑群布局和环境为欧美风格，主体为砖木结构欧式建筑，建筑形式保有传统建造技术工艺，是一种中西合璧的建筑物。